# Rejon staromiski
Rejon staromiski (ukr. Староміський район) − jeden z trzech rejonów miejskich Winnicy.
Został utworzony w 1972, jest zamieszkały przez 59 574 osoby (2008). Jego powierzchnia wynosi 18,3 km².